# Suzuki Escudo (4x4)
Pour les articles homonymes, voir Suzuki Escudo.
Cet article concerne le 4x4 vendu en Europe sous le nom de Vitara et Grand Vitara. Pour la voiture sportive qui a remporté un succès sur le championnat du Pikes Peak de 1996 à 2005, voir Suzuki Escudo (voiture de côte).
Le Suzuki Escudo (connu aussi sous le nom de Suzuki Vitara, Grand Vitara) est un véhicule tout terrain du constructeur automobile japonais Suzuki produit en trois générations depuis 1988, qui se sont vendues à 8,3 millions d'exemplaires. Il est disponible en Amérique du Nord sous les versions JX, JLX et JLX-L. Auparavant, des versions JLX V6 et JLX-L V6 étaient disponibles.
La quatrième génération retourne à l'appellation Vitara, excepté au Japon. Sortie en mars 2015, elle est dévoilée au Mondial de l'automobile de Paris en 2014.

## Suzuki Escudo I/Vitara (1988 - 1998)

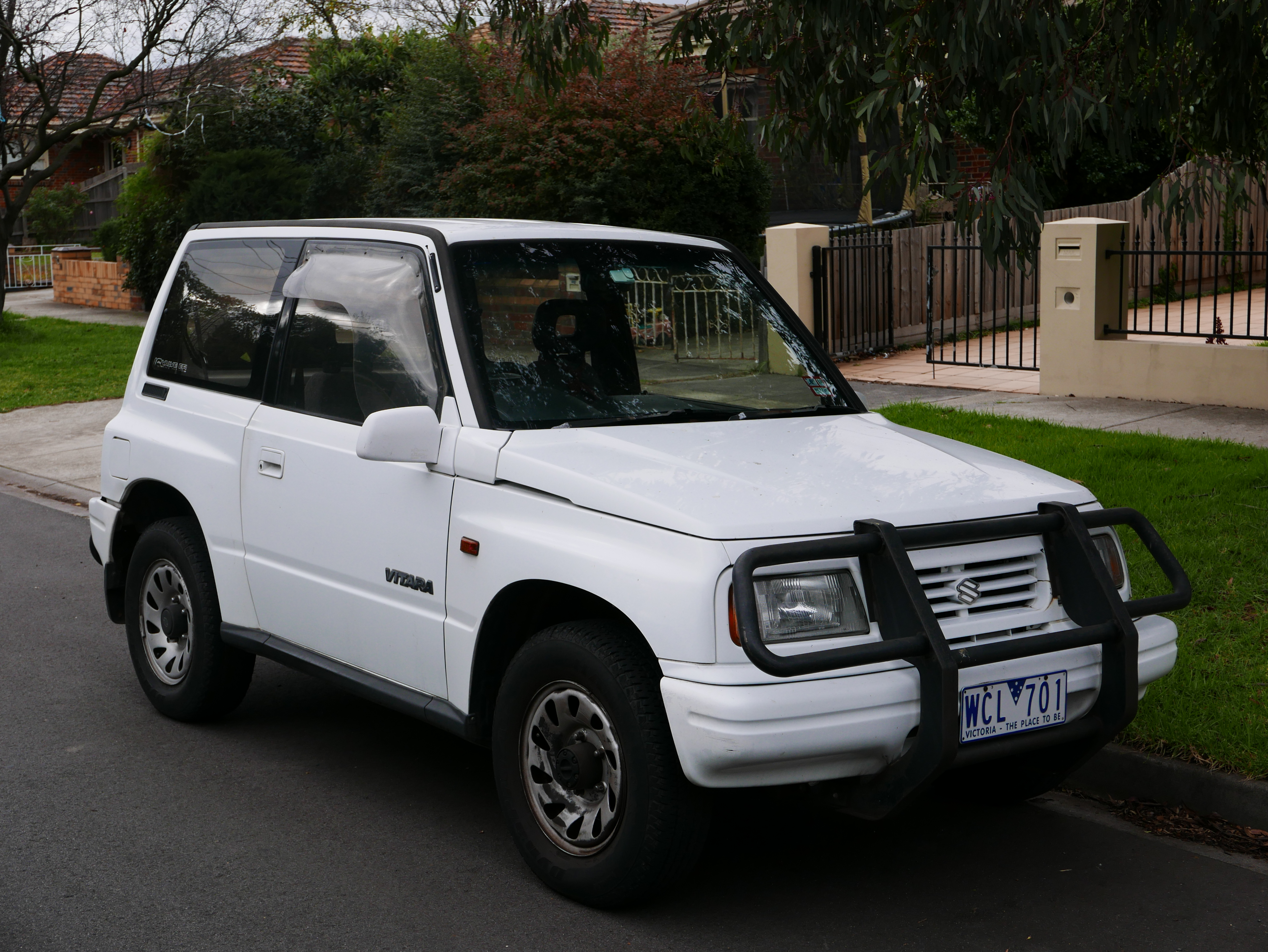
Suzuki Vitara I 3 portes

La première génération est disponible en carrosseries cabriolet et toit rigide à 2 portes. Au cours de sa vie, ce Vitara est produit dans plusieurs régions du monde, y compris le Japon, le Canada et l'Espagne, où il était vendu aussi sous différentes appellations.

### 1989

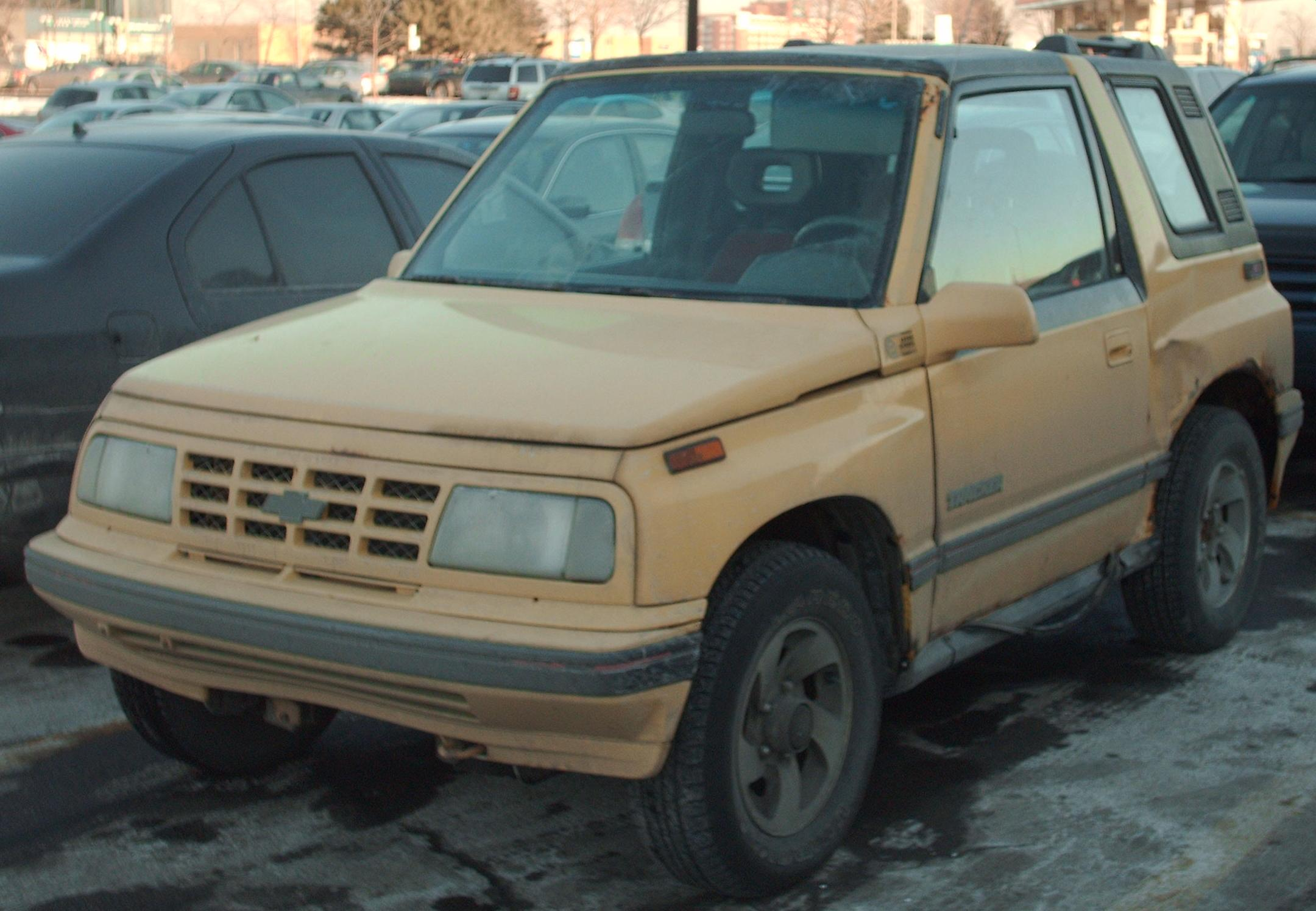
Chevrolet Tracker I

En 1989, le Vitara est commercialisé par le constructeur américain Chevrolet aux États-Unis sous le nom de Chevrolet Tracker. Par la même année, le 4x4 japonais a introduit une version cabriolet.

### 1991
Au Vietnam, le Vitara est vendu avec deux moteurs 1,6 et 2,0 L du Vitara originel, jusqu'en 1994.

### 1998
Lors du lancement de sa version allongée le Suzuki Grand Vitara, le Vitara arrête sa production tandis que les autres versions continuent jusqu'en 2006.

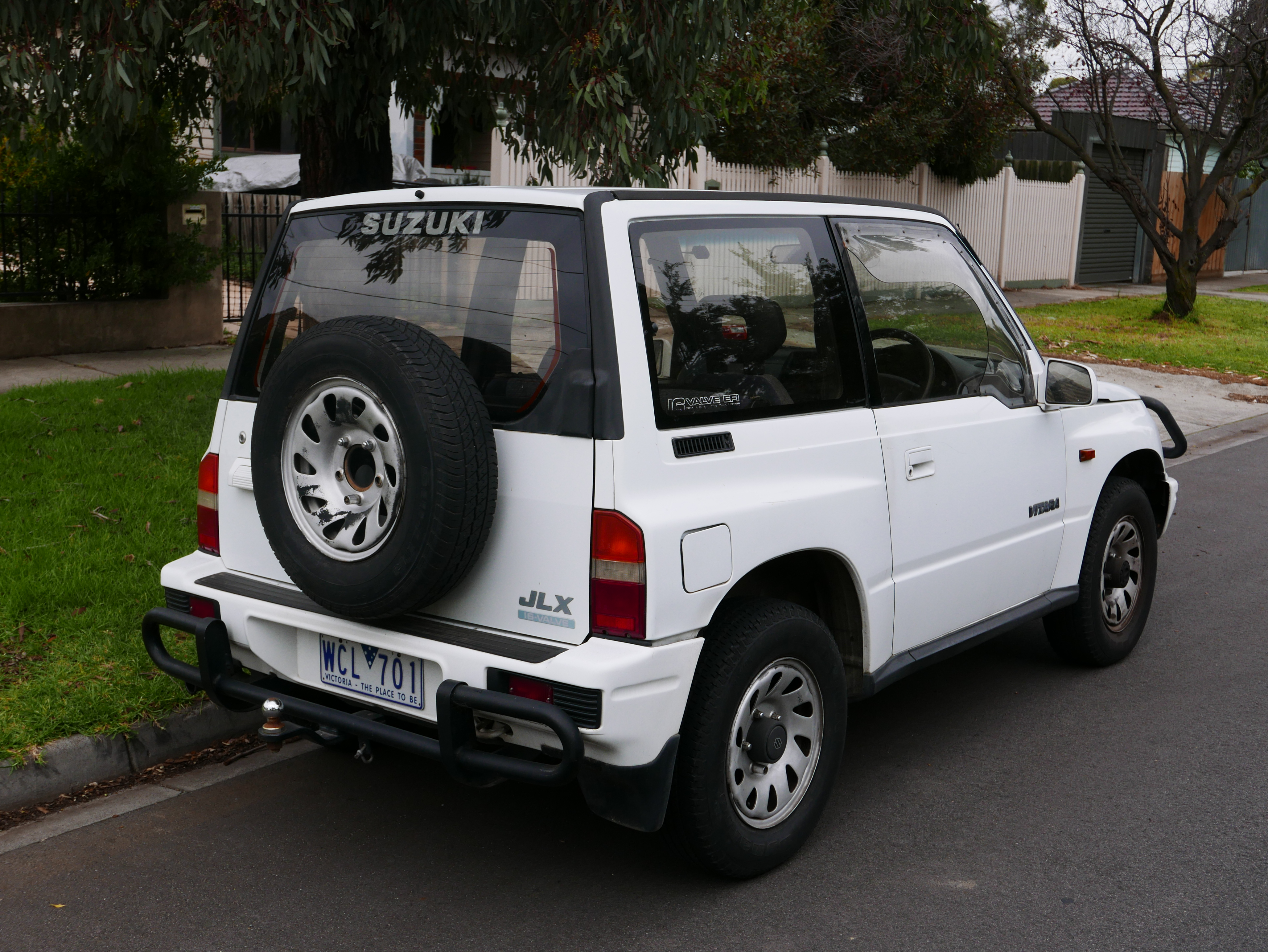
Suzuki Vitara I 3 portes
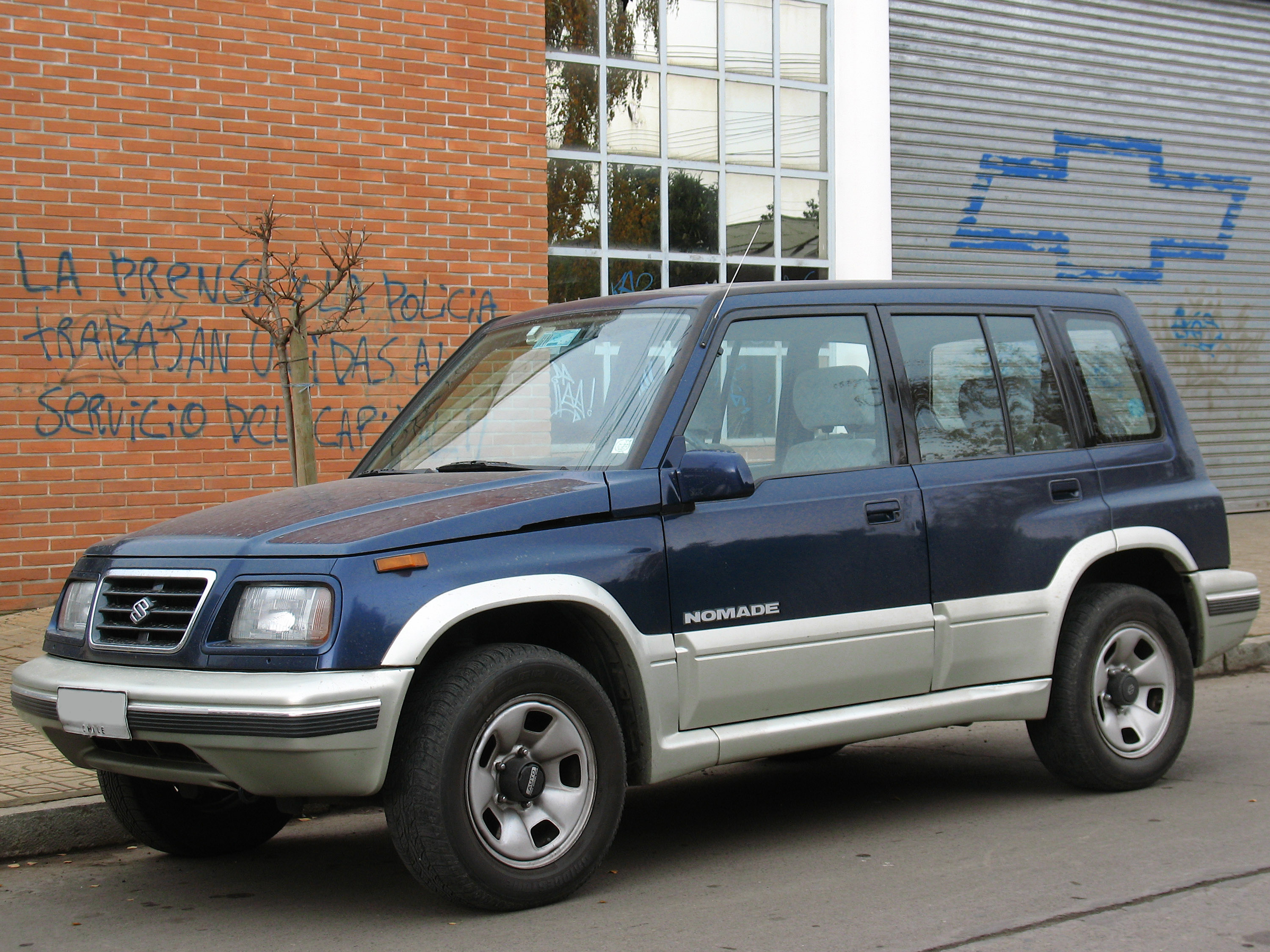
Suzuki Escudo I 5 portes
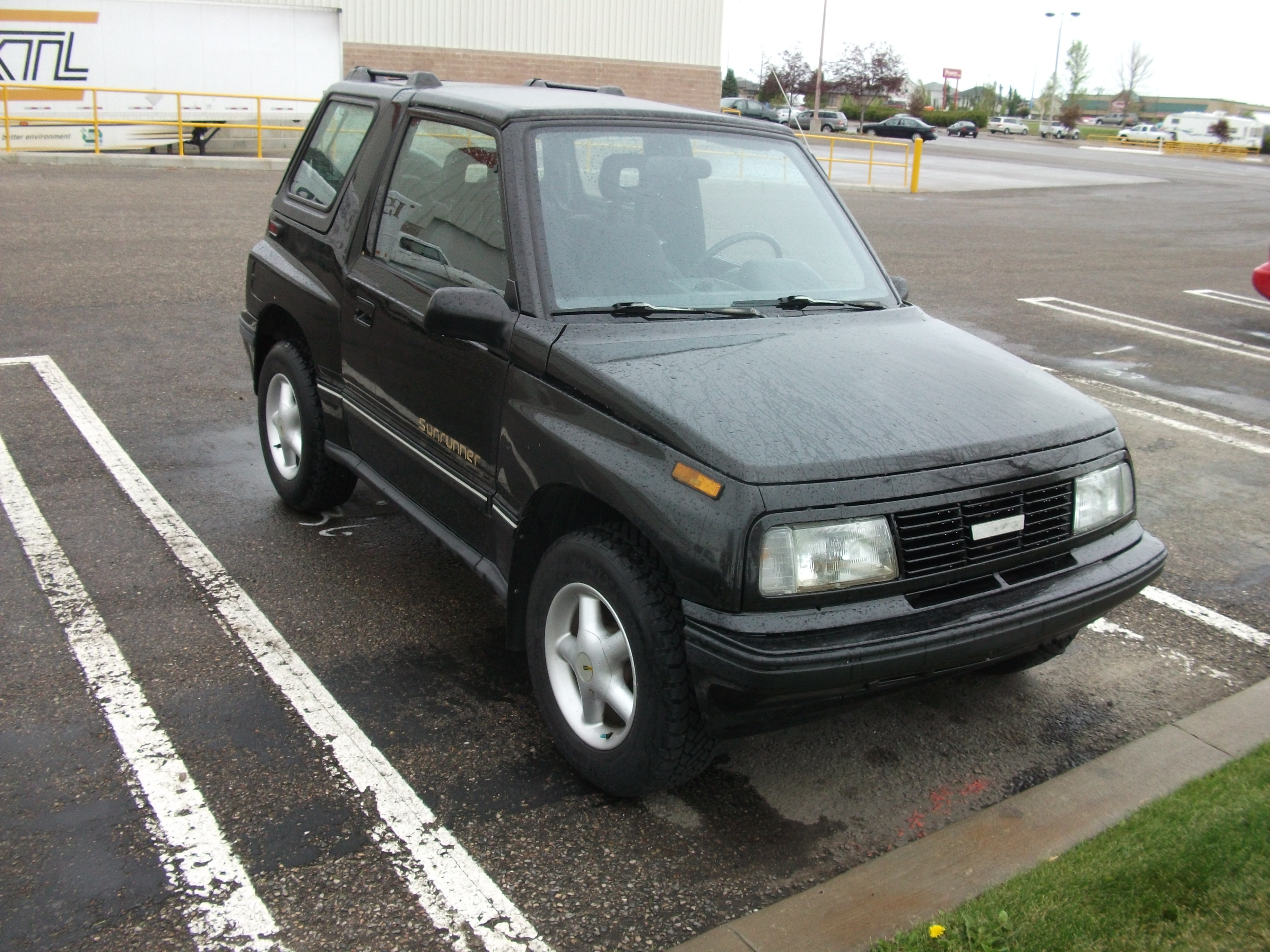
Asuna Sunrunner
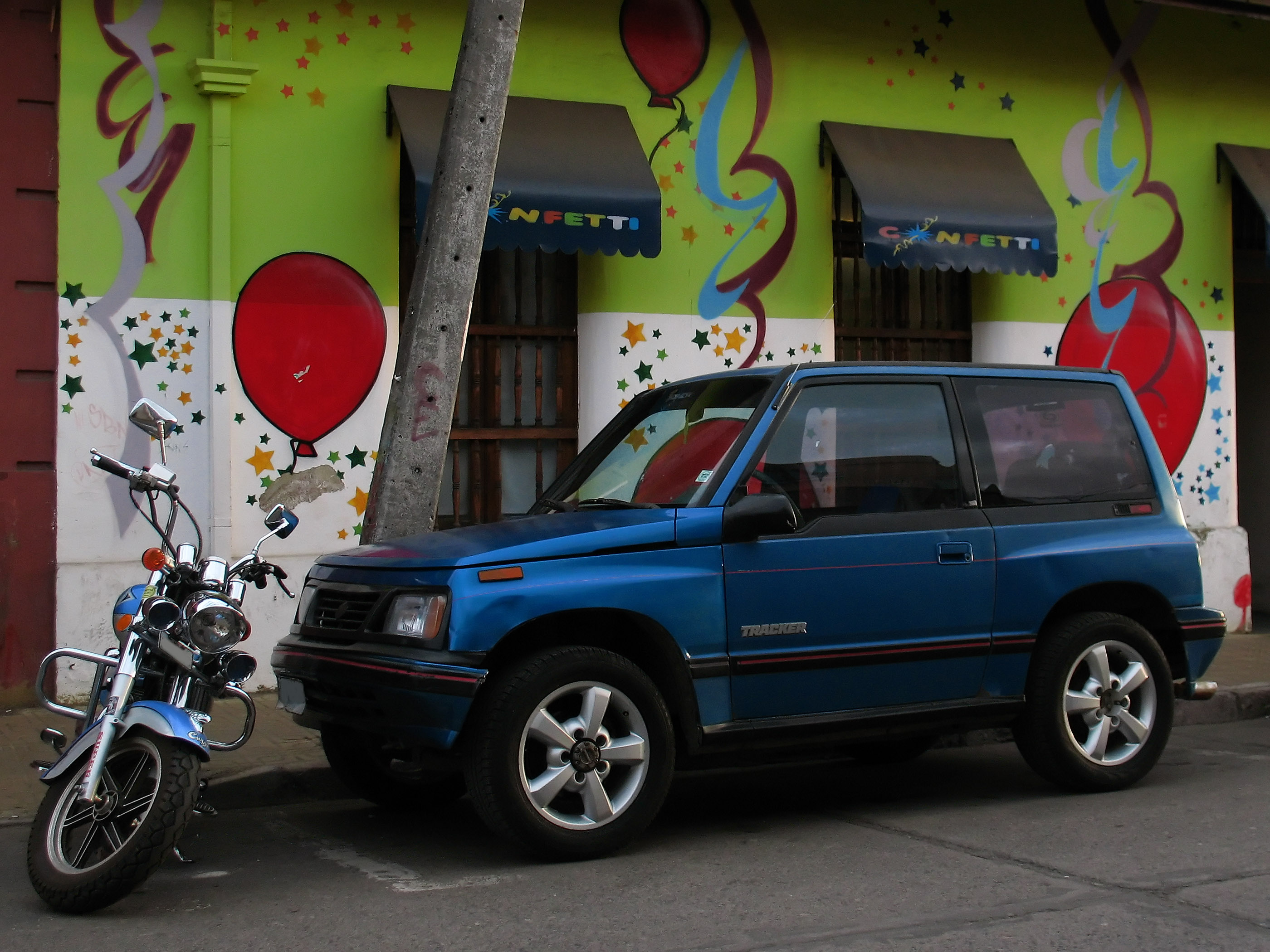
Geo Tracker
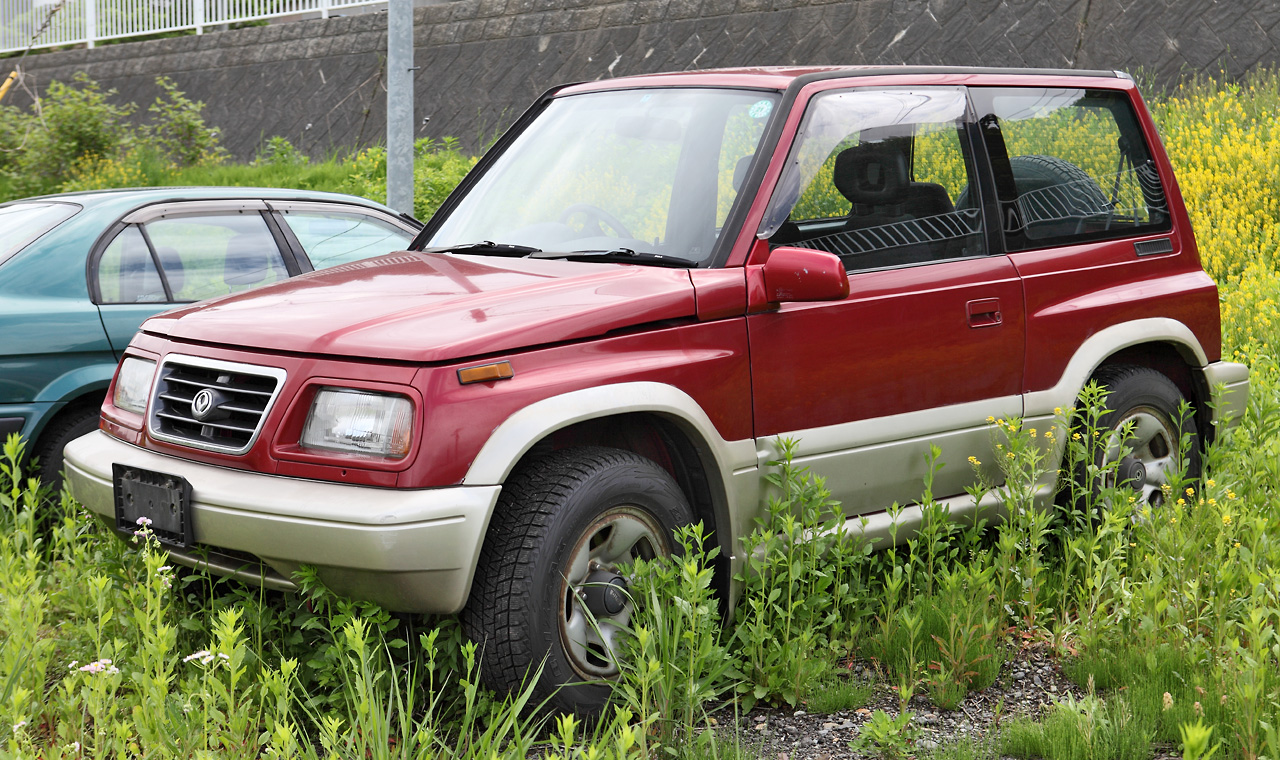
Mazda Proceed Levante
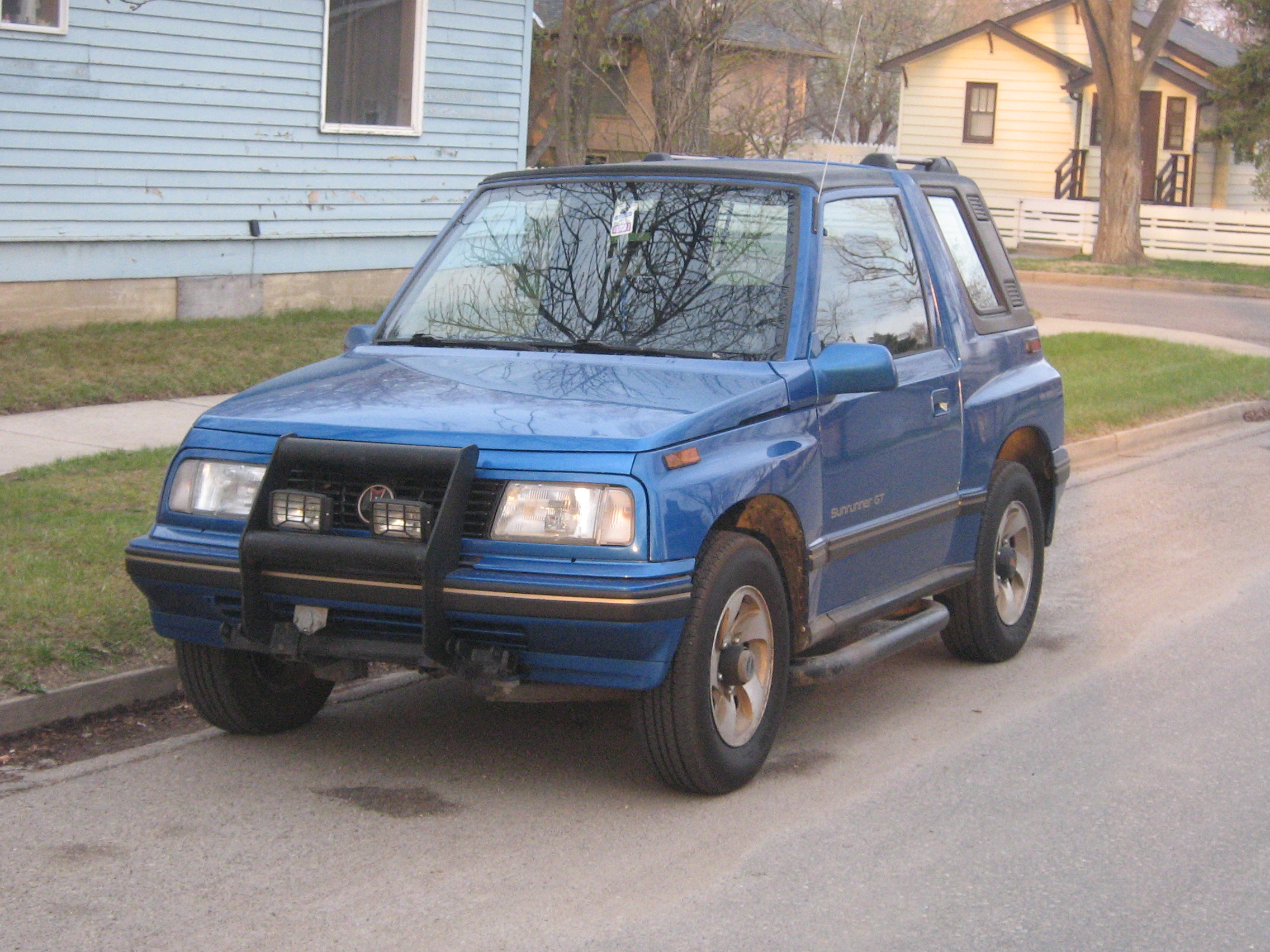
Pontiac Sunrunner
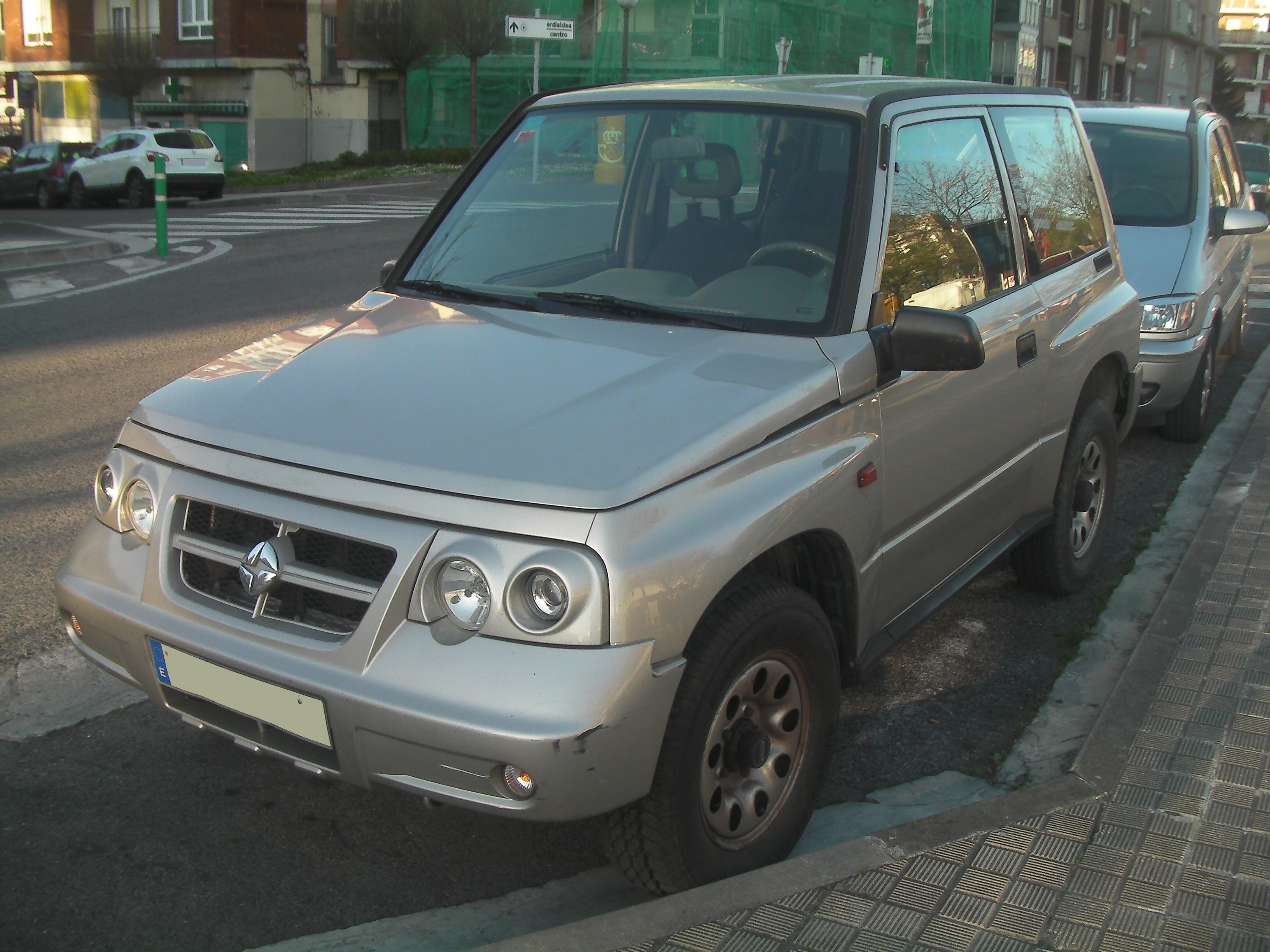
Santana 300/350
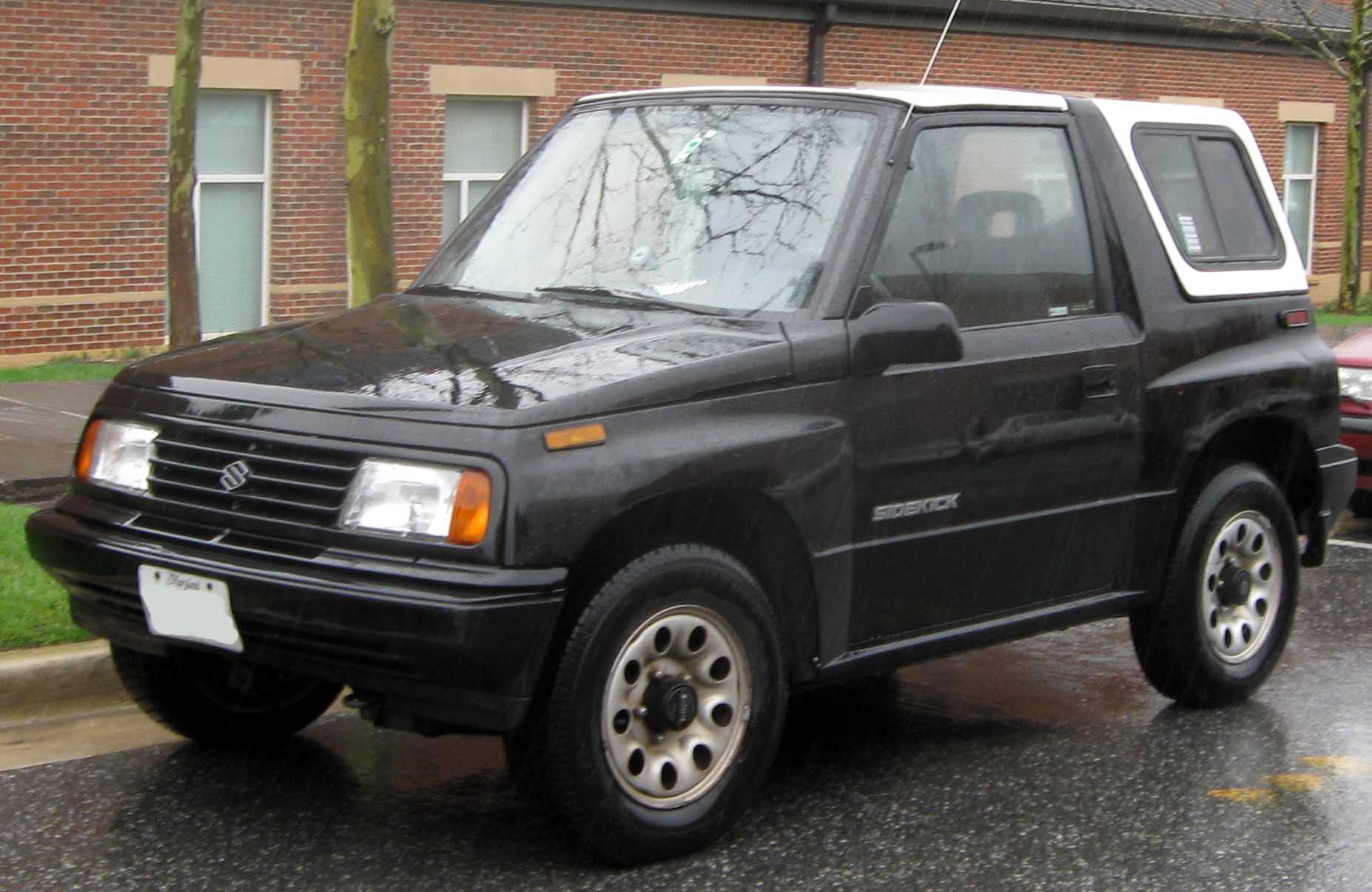
Suzuki Sidekick

## Suzuki Escudo II/Grand Vitara (1998 - 2005)
Sorti en 1998, le Suzuki Grand Vitara est un SUV qui est devenu populaire dans le monde entier, en particulier grâce au fait que de nombreux autres constructeurs automobiles ont rebadgé le modèle et l'ont vendu sur leur marché intérieur.
Sous l’appellation Grand Vitara, il sort en France en 1998, disponible en trois carrosseries : trois portes, cinq portes et cabriolet, avec un système de capote qui diffère de la précédente version, le modèle Vitara.
En Amérique latine, il est appelé Chevrolet Grand Vitara et en Inde il est commercialisé sous le nom de Maruti Grand Vitara alors qu'en Iran le modèle est produit par Iran Khodro Manufacturing Co. Cependant, le Grand Vitara a connu une évolution différente sur ces marchés, bien que l'évidente intention de Suzuki était de surpasser la concurrence.

### 2000
En novembre 2000, le Grand Vitara est retouché au niveau de l'habitacle. Les sièges avant sont redessinés, une sellerie apparaît et la version 3 portes intègre des barres de toit.

### 2003
En 2003, le Grand Vitara est de nouveau restylé (ABS généralisé, nouveau moteur 2,0 L TD 109 ch sur la version 3 portes). Dans la même année, il se retire du marché nord-américain en raison de faibles ventes au Canada bien qu'il ait connu un succès, puis continue sa production jusqu'en 2005 sur les autres marchés.

### Suzuki XL-7
En 1998, en même temps que le lancement du Grand Vitara, Suzuki avait dévoilé une version à empattement allongé, le XL-7.

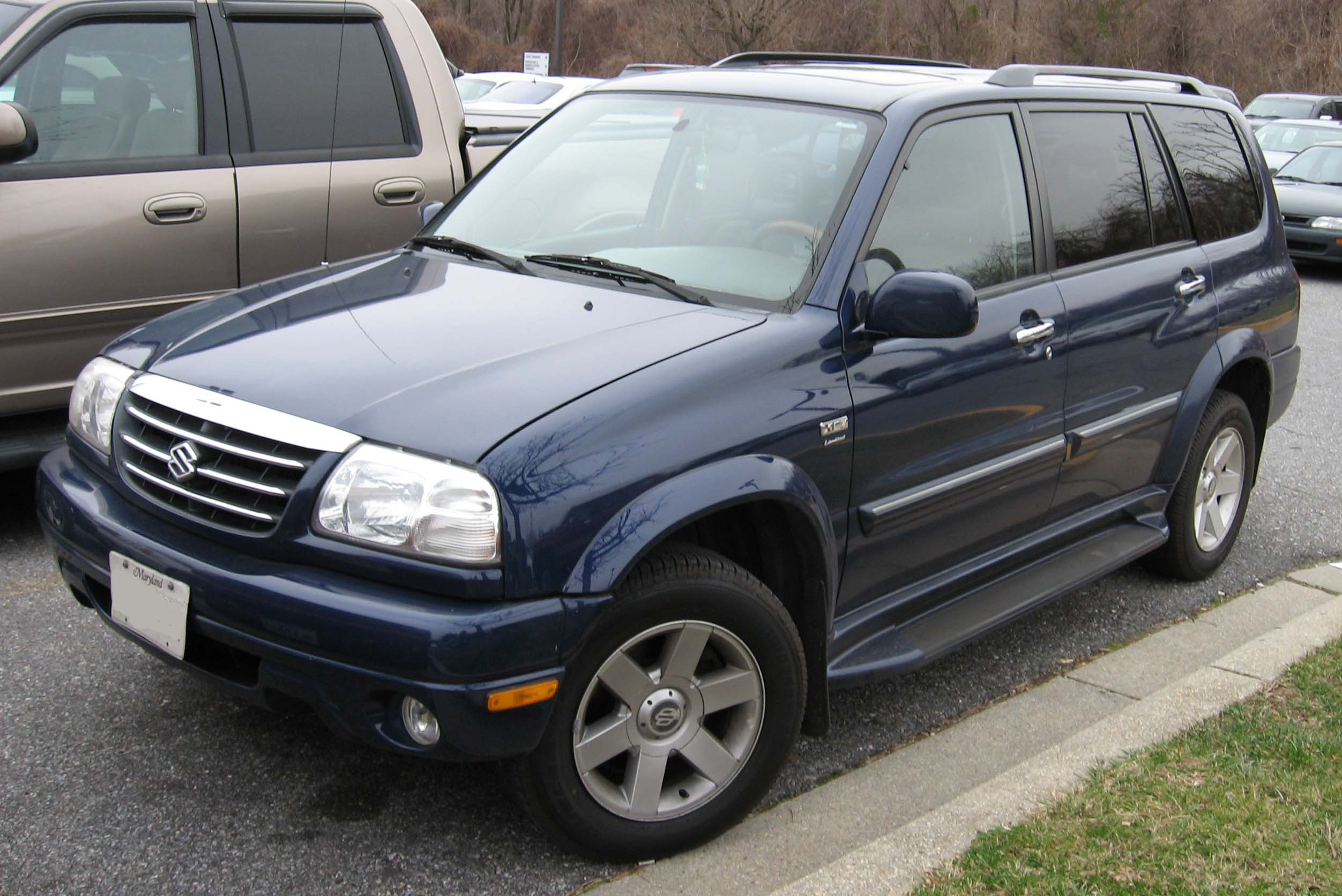
Suzuki XL-7
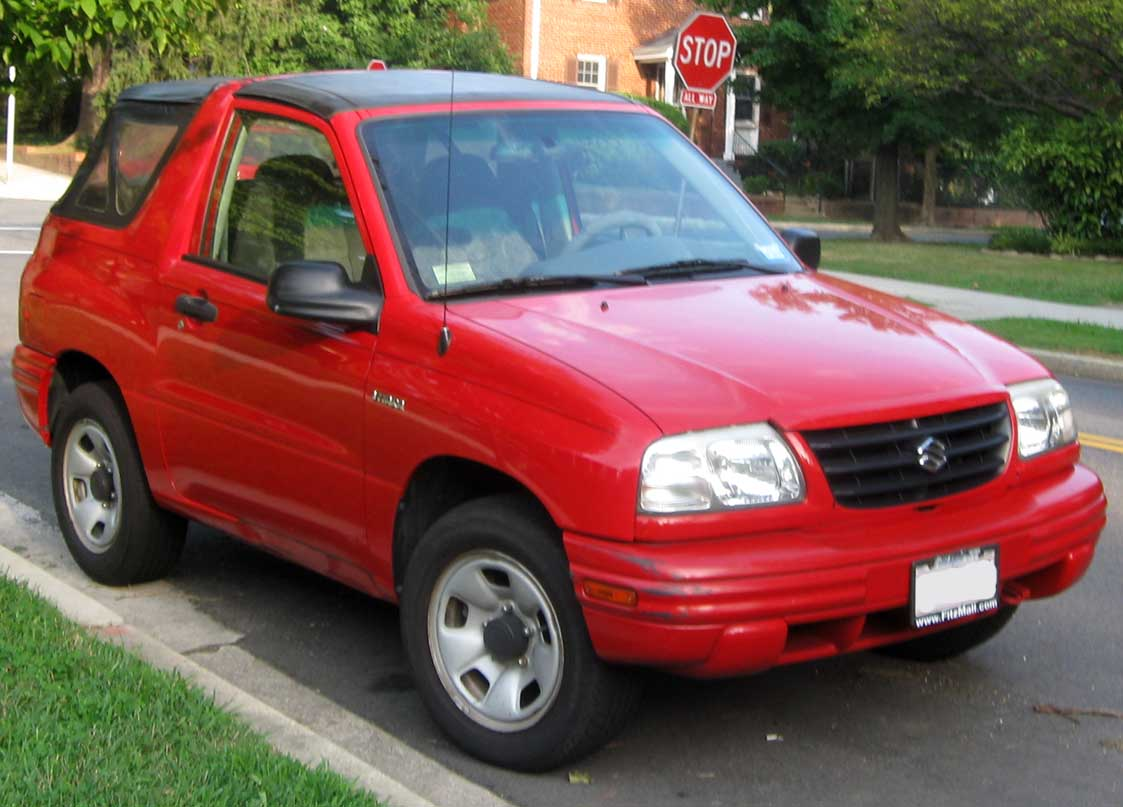
Suzuki Vitara II Cabriolet
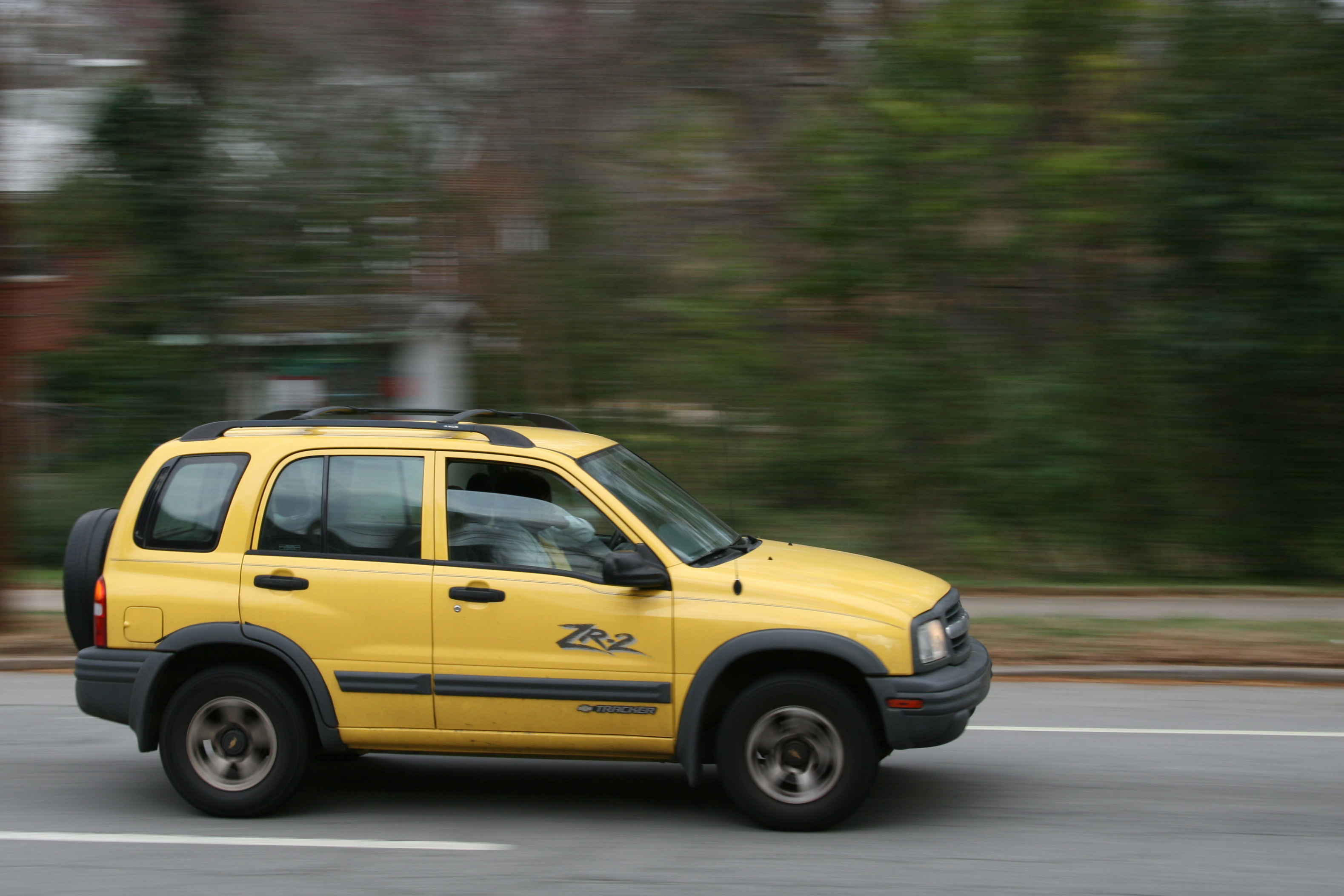
Chevrolet Tracker II
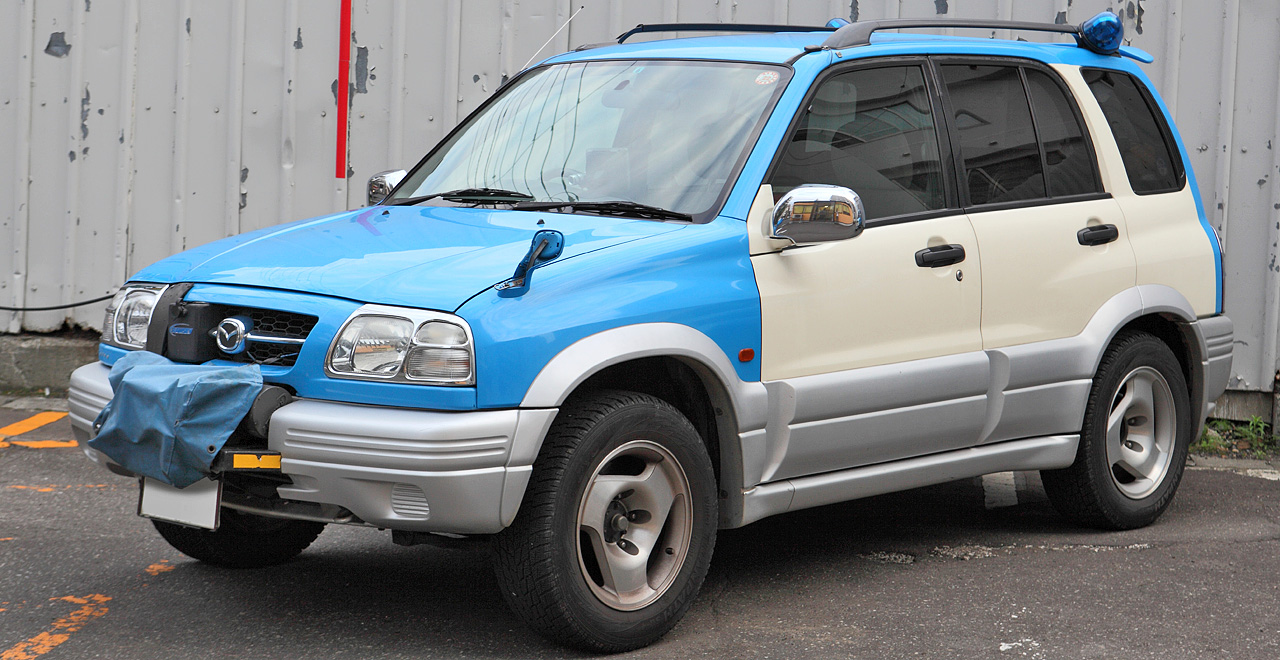
Mazda Proceed Levante II
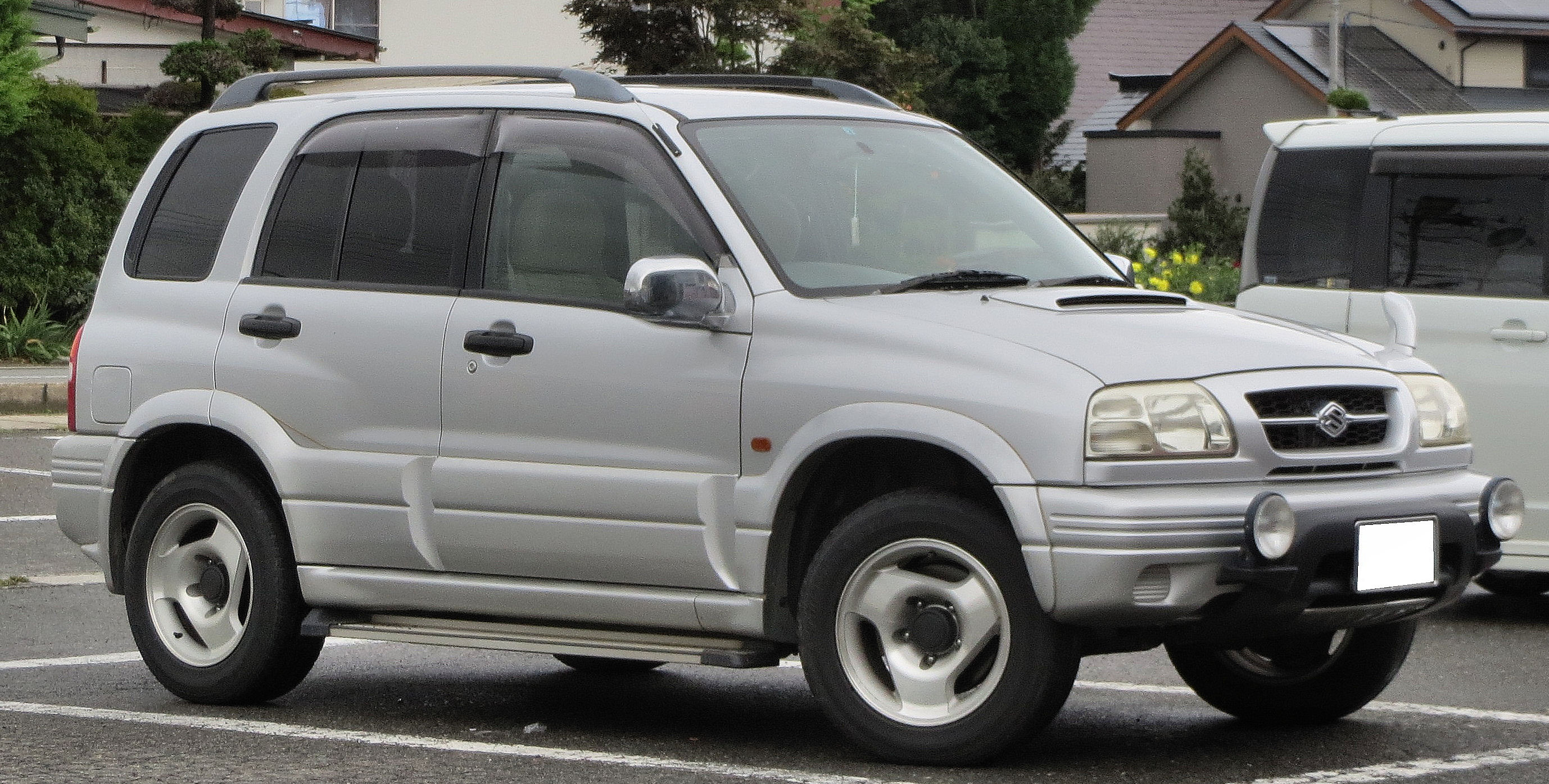
Suzuki Escudo II
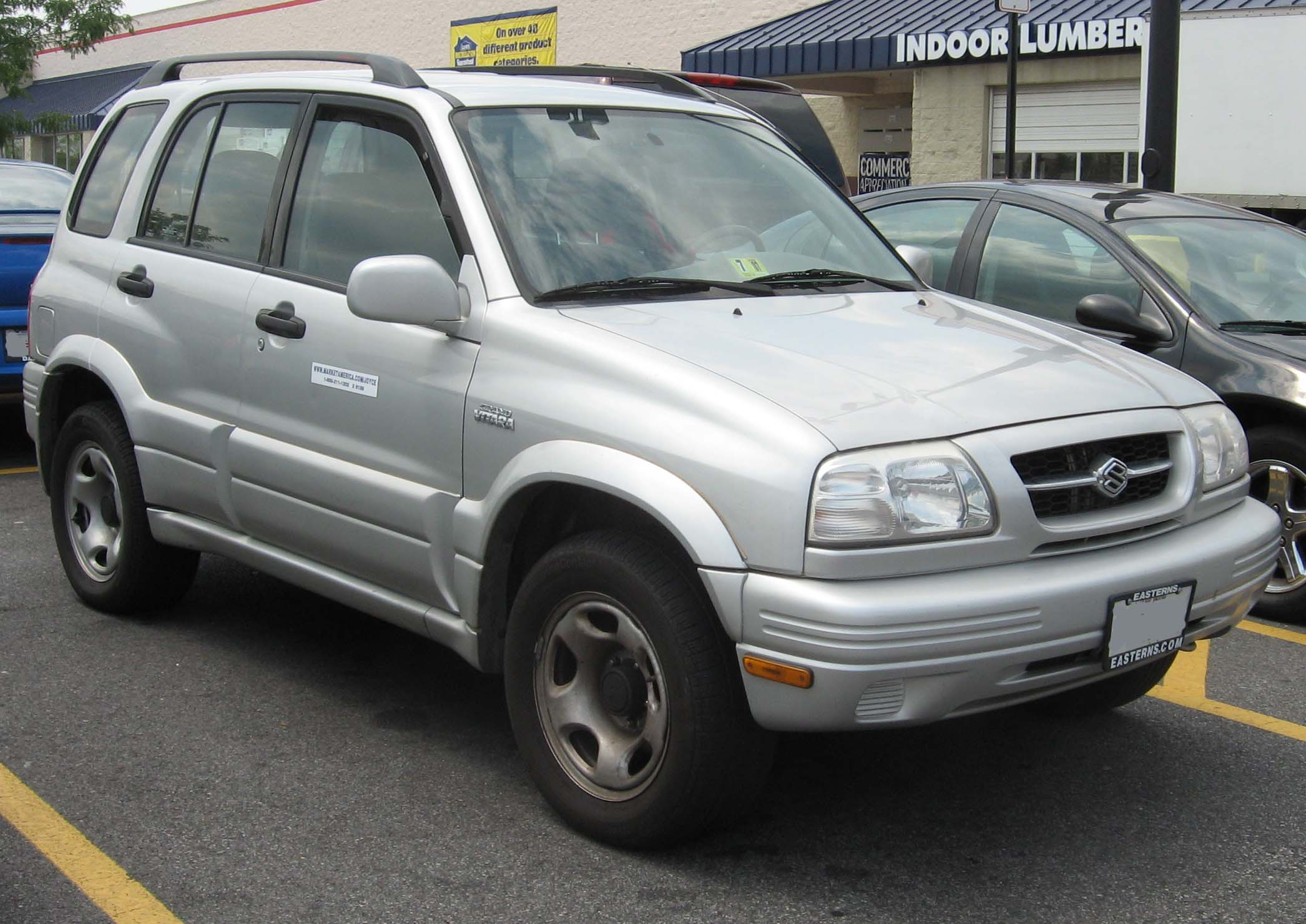
Suzuki Grand Vitara 5 portes

## Suzuki Escudo III/Grand Vitara II (2005 - 2014)

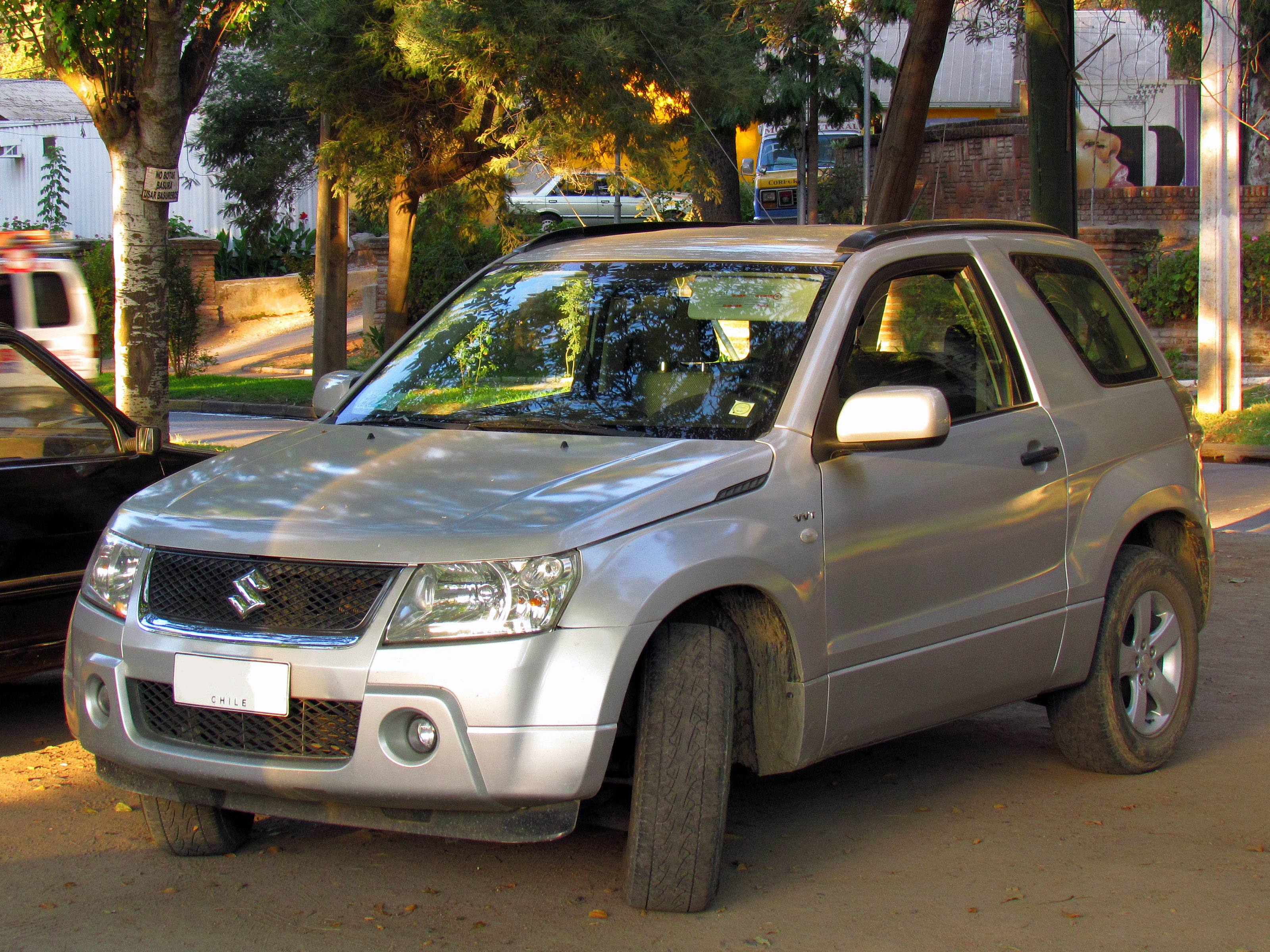
Suzuki Grand Vitara II 3 portes
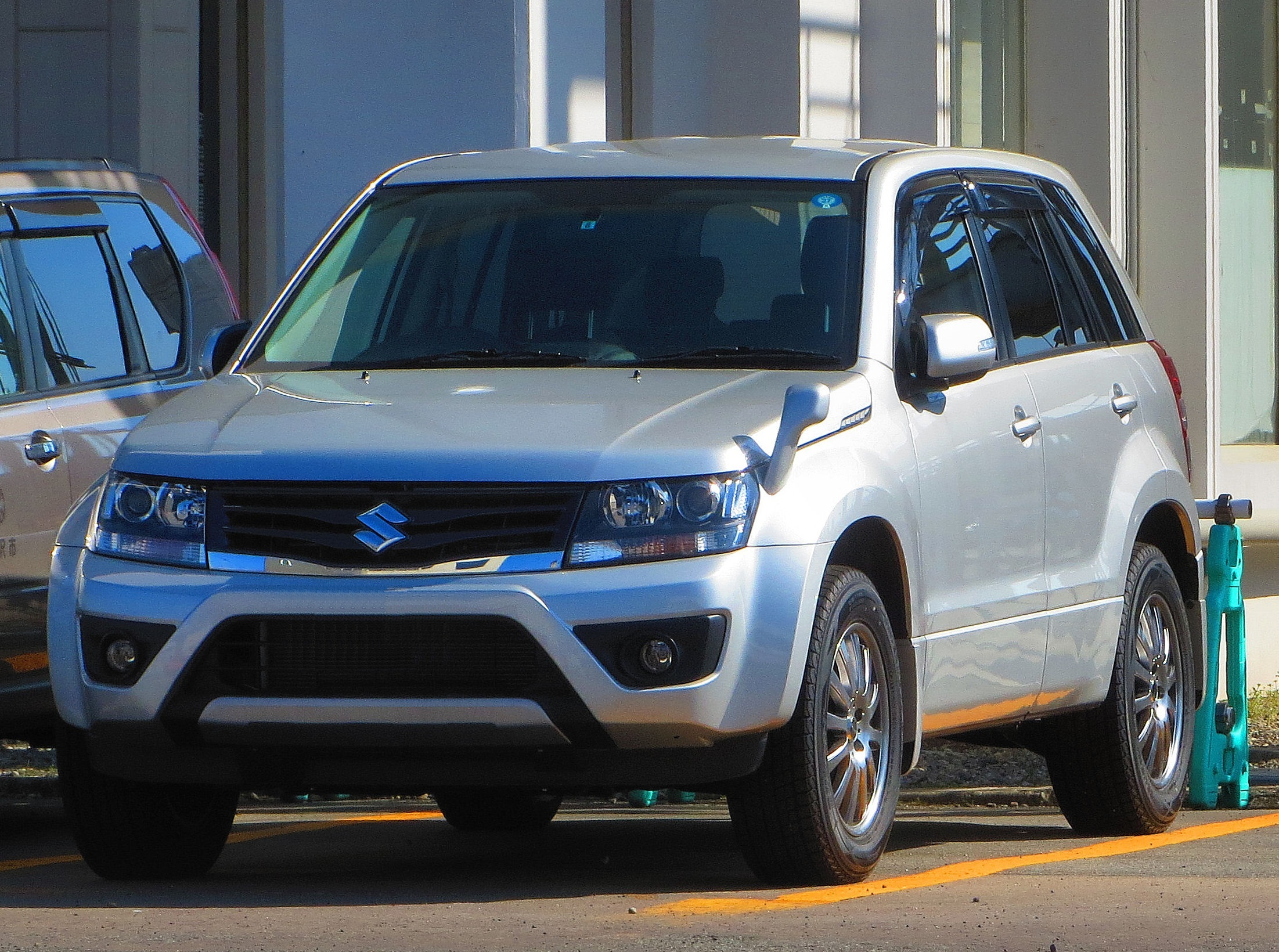
Suzuki Escudo III

La seconde génération du Suzuki Grand Vitara sortie à l'automne 2005 est la dernière de ce petit SUV, qui est maintenant construite sur la plate-forme GM Theta au Japon. Bien que le modèle principal est décliné en carrosserie 5 portes généralement appelée Grand Vitara, la version 3 portes est désignée comme le Vitara en raison de son châssis qui est considéré trop court par rapport à l'édition principale du SUV. Ce 4x4 est disponible avec les versions de transmission multiples, y compris une boîte manuelle à 5 vitesses et deux boîtes automatiques à 4 et 5 vitesses. De plus, il est alimenté par plusieurs moteurs, allant du 1,6 L 16 V au 2,7 L V6 et le 1,9 L turbo diesel.

### 2008
En 2008, le SUV a reçu des retouches techniques. Le Suzuki Grand Vitara a reçu le prestigieux prix Consumer Guide Automotive Best Buy pour son confort de performance robuste de tout-terrain. Le Vitara combine raffinement sur la route avec une dose agressive de capacité hors route. Avec son puissant moteur V6 et ses quatre roues motrices, le Suzuki Grand Vitara est capable d'atteindre des hauteurs qui étaient impossibles à gravir. Il est clair qu'une publicité sur l'amateur de la vie «Way of Life» a été réalisée sur ce SUV.

### 2009
Fin 2009, le Grand Vitara a été restylé. Les caractéristiques de son lifting sont les nouveaux boucliers, la nouvelle grille de calandre, les jantes en alliage de 17 pouces et des répétiteurs latéraux déportés sur les clignotants.

### 2012

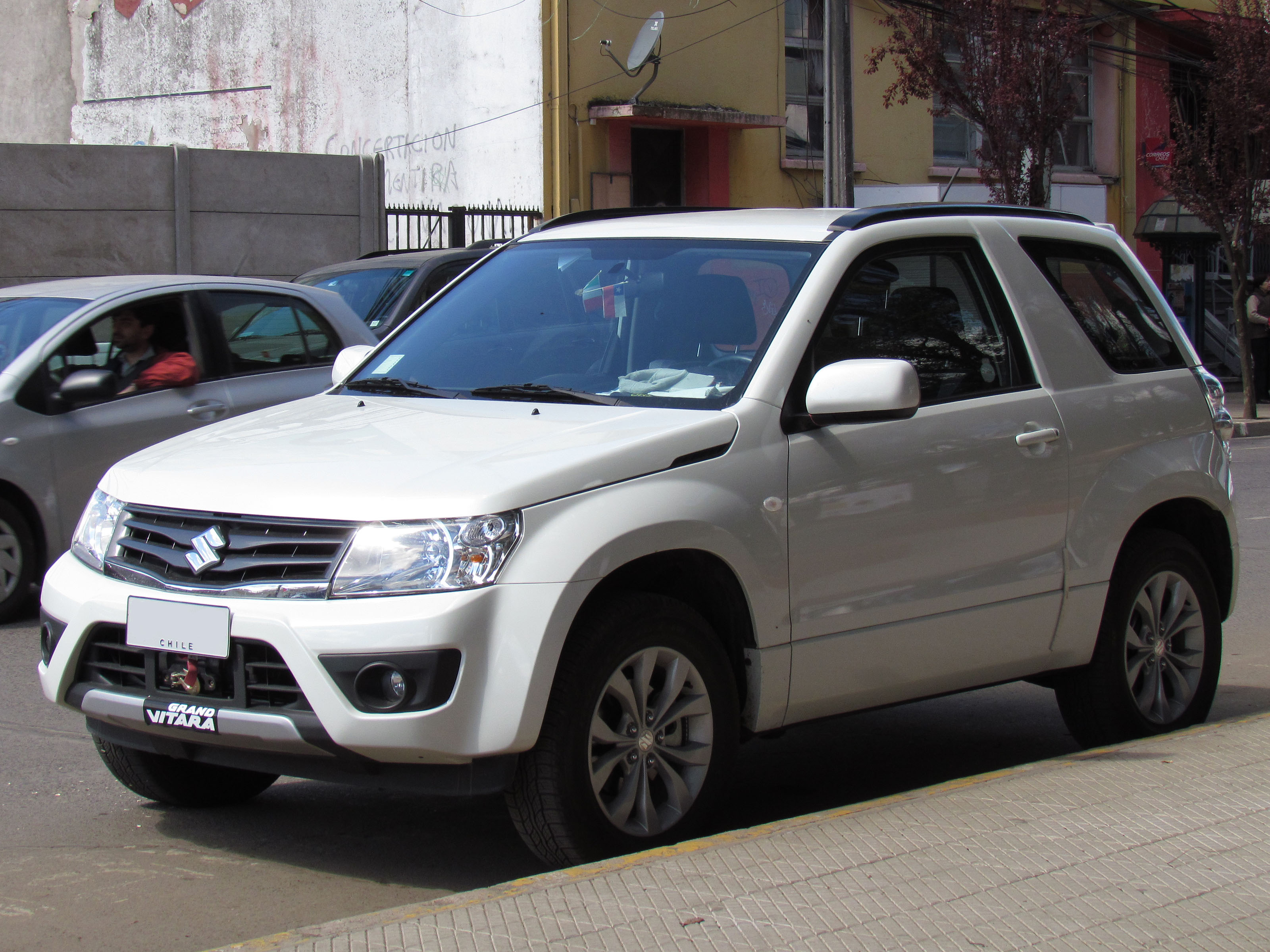
Suzuki Grand Vitara II Phase III 3 portes
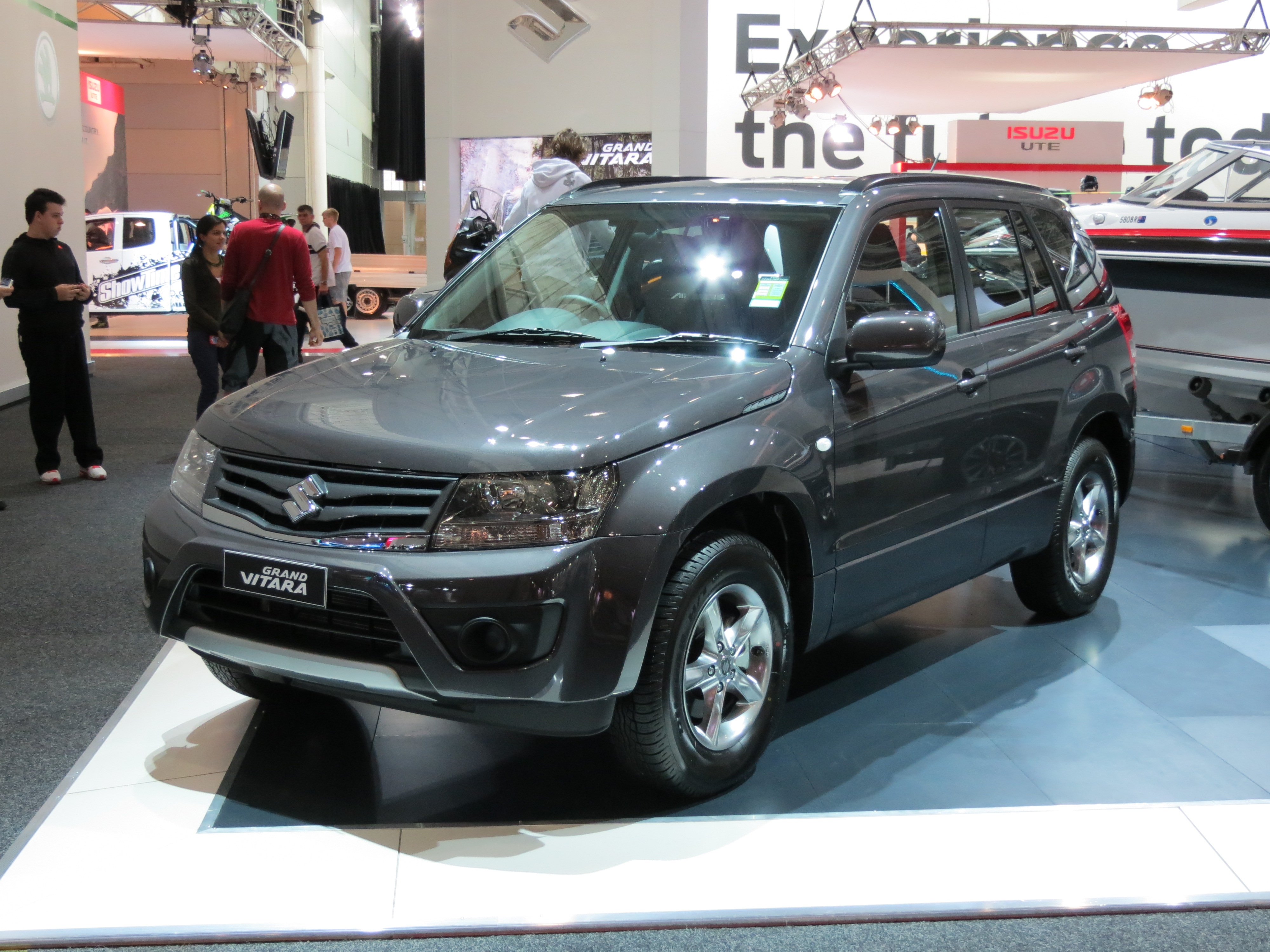
Suzuki Grand Vitara II Phase III 5 portes

En octobre 2012, le Grand Vitara 2 phase 3 est dévoilé au Mondial de l'automobile de Paris. La calandre adopte plusieurs barrettes chromées, les boucliers sont redessinés, les phares deviennent plus foncés mais l'arrière reste inchangé depuis 2005.

## Suzuki Escudo IV/Vitara II (2015 - )

### Phase 1

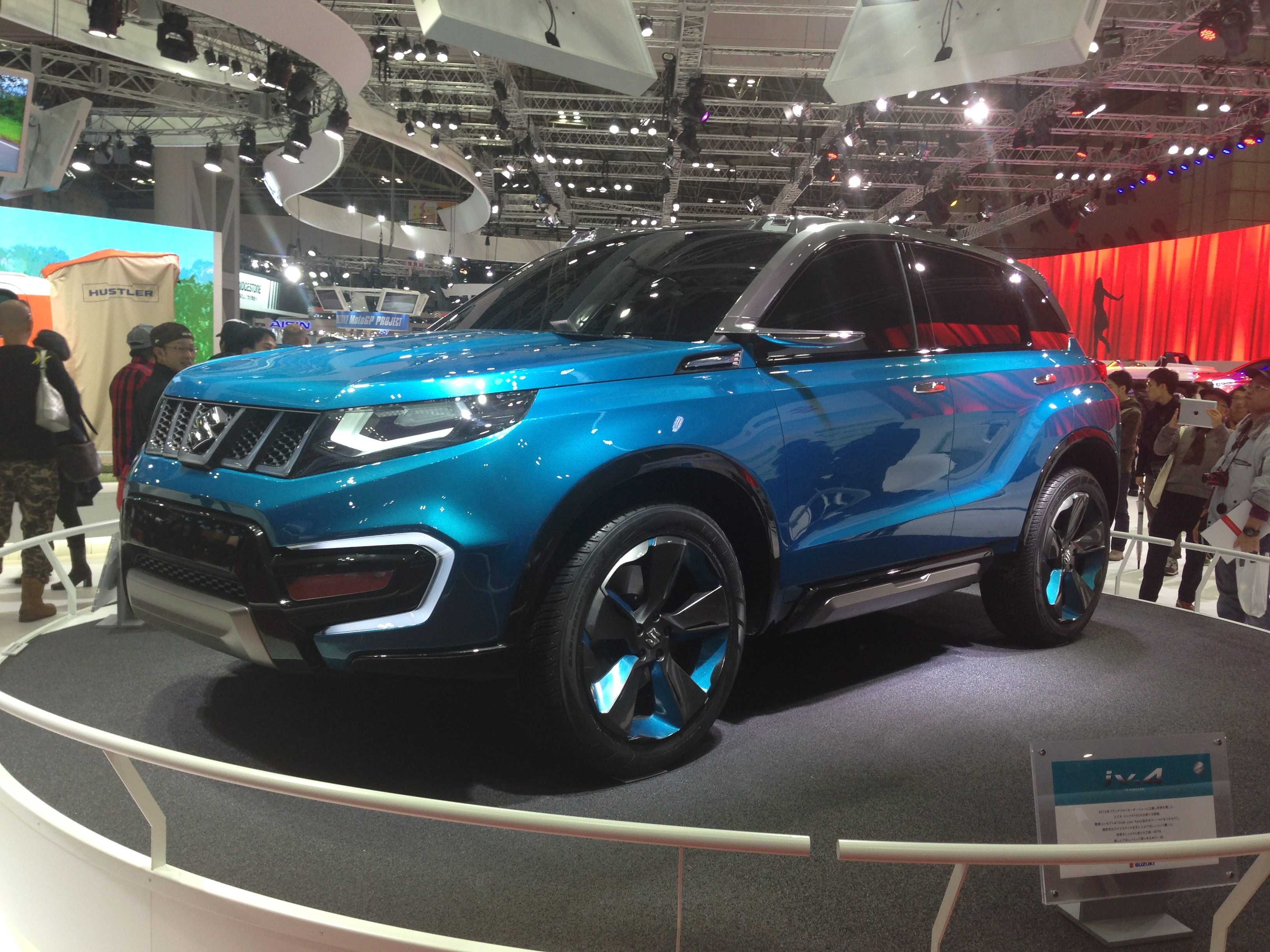
Suzuki IV-4 Concept

La seconde génération du Suzuki Vitara sortie en mars 2015 est issue du concept iV-4 et présentée au Mondial de l'automobile de Paris 2014.
Elle reprend le nom de l'ancien modèle qui a existé en Europe entre 1988 et 1998. Ce nouveau Vitara possède un capot robuste en forme de coquille, une large calandre grillagée et encadrée par des phares angulaires, des petites bouches d'air latérales au bas des boucliers et des pare-chocs en dessous.
À l'intérieur, on voit un tableau de bord avec un aspect chromé en "U" entourant le levier de vitesses, une horloge ronde entre les aérateurs centraux, des sièges confortables robustes et une inclinaison de toit panoramique ouverte. Deux packages optionnels renforcent encore l'apparence du Vitara tout en ajoutant une protection dans certaines régions d'où il est produit.

### Phase 2

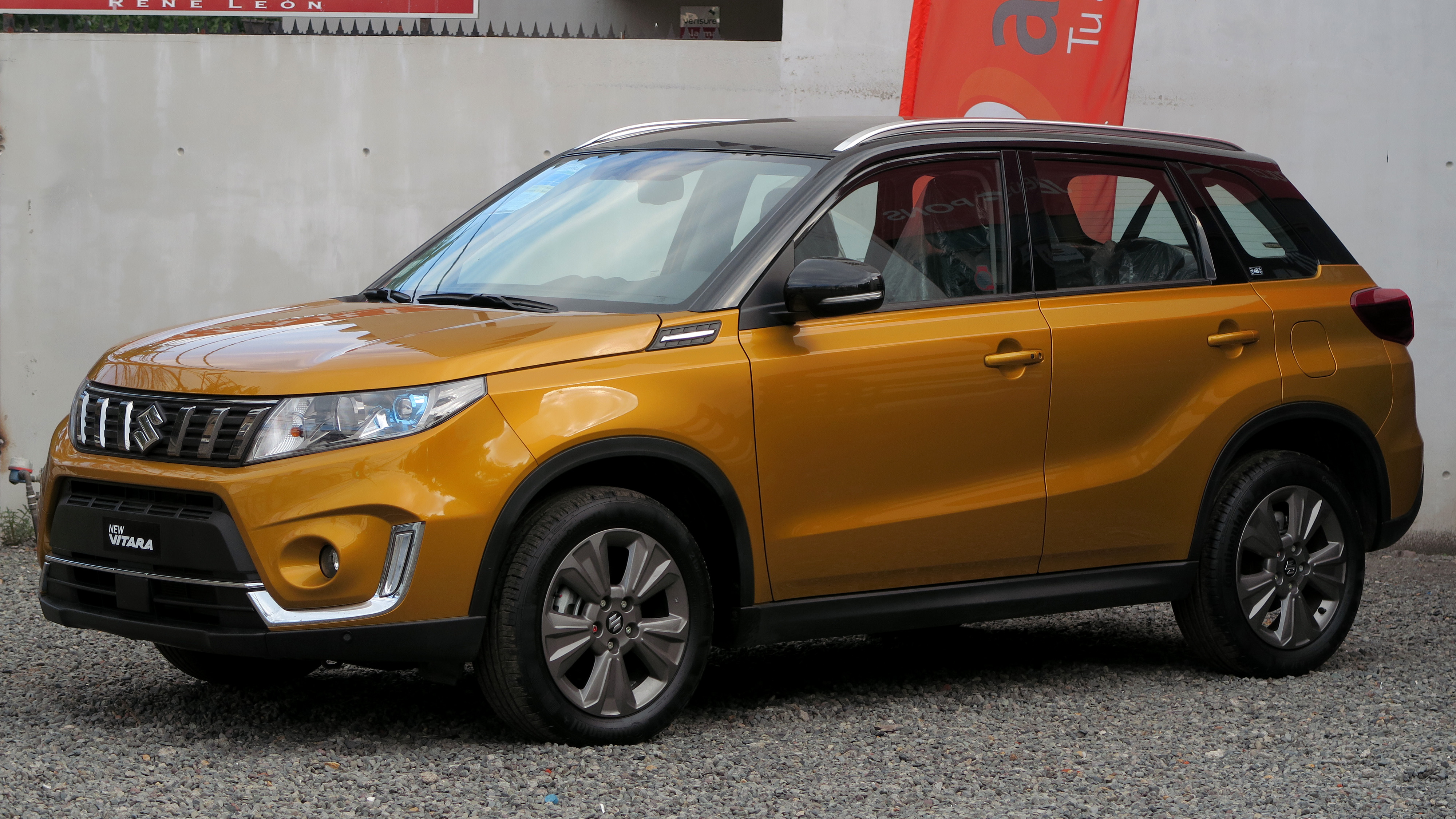
Suzuki Vitara IV Phase 2

En 2018, le Vitara est restylé : les phares sont un peu modifiés, la calandre devient chromée et possède des barrettes chromées, le nouveau bouclier vient entourer les antibrouillards, les feux arrière sont redessinés car les feux de marche arrière se trouvant auparavant dans les feux, descendent au côté de l’antibrouillard arrière à LED.

### Phase 3
Début 2020, le Vitara n’existe plus qu'en hybride, et gagne en prime un nouveau dessin de feux avant et un éclairage Full LED. Son nouveau moteur, le K14D reprend les grandes lignes du K14C 1,4 L 140 ch et devient un 1,4 L 129 ch Hybrid mais gagne 10 N m de couple, et est accouplé à un alterno-démarreur (micro-hybridation) d’une puissance maximale de 15 ch et apporte 50 N m supplémentaires sur les phases d’accélération.
Depuis février 2022, le Vitara peut désormais être vendu avec une motorisation hybride auto rechargeable, grâce à sa batterie 140V qui remplace l’emplacement prévu pour la roue de secours optionnelle, ce qui permet désormais au Vitara de rouler en tout électrique, tout en conservant la micro-hybridation en complément. Son moteur est le K15C repris du Jimny, revu et équipé  notamment du système Dualjet (deux injecteurs par cylindre) pour une puissance cumulée de 116 chevaux qui équivaut en performance au précédent M16A 1.6 120 chevaux essence (0-100km/h et Km D.A.)

### Phase 4
Pour ses dix ans, le Vitara reçoit un nouveau restylage ainsi qu'une mise à jour technologique.

### Motorisations
|                                                   | 1.0 BOOSTERJET                   | 1.0 BOOSTERJET                   | 1.0 BOOSTERJET                   | 1.4 BOOSTERJET                   | 1.4 BOOSTERJET                   | 1.4 BOOSTERJET                   | 1.4 BOOSTERJET                   | 1.6 DDiS                         | 1.6 DDiS                         | 1.6 DDiS                         |
| ------------------------------------------------- | -------------------------------- | -------------------------------- | -------------------------------- | -------------------------------- | -------------------------------- | -------------------------------- | -------------------------------- | -------------------------------- | -------------------------------- | -------------------------------- |
| Moteur                                            | 3-cylindres                      | 3-cylindres                      | 3-cylindres                      | 4-cylindres                      | 4-cylindres                      | 4-cylindres                      | 4-cylindres                      | 4-cylindres                      | 4-cylindres                      | 4-cylindres                      |
| Alimentation                                      | Turbocompressé/injection directe | Turbocompressé/injection directe | Turbocompressé/injection directe | Turbocompressé/injection directe | Turbocompressé/injection directe | Turbocompressé/injection directe | Turbocompressé/injection directe | Turbocompressé/injection directe | Turbocompressé/injection directe | Turbocompressé/injection directe |
| Cylindrée (cm3)                                   | 998                              | 998                              | 998                              | 1 373                            | 1 373                            | 1 373                            | 1 373                            | 1 598                            | 1 598                            | 1 598                            |
| Puissance maximale ch (kW)                        | 111 (82)                         | 111 (82)                         | 111 (82)                         | 140 (103)                        | 140 (103)                        | 140 (103)                        | 140 (103)                        | 120 (88)                         | 120 (88)                         | 120 (88)                         |
| au régime de (tr/min)                             | 5 500                            | 5 500                            | 5 500                            | 5 500                            | 5 500                            | 5 500                            | 5 500                            | 3 750                            | 3 750                            | 3 750                            |
| Couple maximal (N m)                              | 170                              | 160                              | 170                              | 220                              | 220                              | 220                              | 220                              | 320                              | 320                              | 320                              |
| au régime de (tr/min)                             | 2 000 à 3 500                    | 1 800 à 4 000                    | 2 000 à 3 500                    | 1 500 à 4 000                    | 1 500 à 4 000                    | 1 500 à 4 000                    | 1 500 à 4 000                    | 1 750                            | 1 750                            | 1 750                            |
| Boîte de vitesses                                 | Manuelle 5 rapports (5MT)        | Automatique 6 rapports (6AT)     | Manuelle 5 rapports (5MT)        | Manuelle 6 rapports (6MT)        | Automatique 6 rapports (6AT)     | Manuelle 6 rapports (6MT)        | Automatique 6 rapports (6AT)     | Manuelle 6 rapports (6MT)        | Automatique 6 rapports (6AT)     | Automatique 6 rapports (6AT)     |
| Transmission                                      | Traction                         | Traction                         | Allgrip                          | Traction                         | Traction                         | Allgrip                          | Allgrip                          | Traction                         | Traction                         | Allgrip                          |
| Vitesse maximale (km/h)                           | 180                              | 180                              | 180                              | 200                              | 200                              | 200                              | 200                              | 180                              | 180                              | 180                              |
| 0-100 km/h (s)                                    | 11,5                             | 12,5                             | 12,0                             | 9,5                              | 9,5                              | 10,2                             | 10,2                             | 11,5                             | 12,4                             | 12,4                             |
| Consommation (L/100 km) urbain/extra-urbain/mixte | 6,2/4,8/5,3                      | 6,6/5,1/5,7                      | 6,6/5,2/5,7                      | 6,9/5,1/5,8                      | 7,1/5,1/5,9                      | 6,1/5,5/6,1                      | 7,5/5,6/6,3                      | 4,6/3,7/4,0                      | 4,7/4,0/4,2                      | 5,2/4,1/4,5                      |
| Émissions de CO2 (NDEC/WLTP) (g/km)               | 121/139                          | 129/153                          | 129/162                          | 131/146                          | 133/160                          | 139/169                          | 143/174                          | 106/nc                           | 111/nc                           | 118/nc                           |
| Capacité du réservoir (L)                         | 47                               | 47                               | 47                               | 47                               | 47                               | 47                               | 47                               | 47                               | 47                               | 47                               |
| Masse à vide (kg)                                 | 1 085                            | 1 130                            | 1 155                            | 1 120                            | 1 145                            | 1 195                            | 1 220                            | 1 230                            | 1 295                            | 1 325                            |
| Norme environnementale                            | Euro 6d Temp                     | Euro 6d Temp                     | Euro 6d Temp                     | Euro 6d Temp                     | Euro 6d Temp                     | Euro 6d Temp                     | Euro 6d Temp                     | Euro 6d Temp                     | Euro 6d Temp                     | Euro 6d Temp                     |

Données constructeur

### Finitions
Finitions disponibles en France [Quand ?]:
- Avantage
- Privilège
- Pack
- Style

#### Séries spéciales
- (2017) Copper Edition[9]
  - 1.6 VVT AllGrip et 1.6 DDiS AllGrip
- (2019) Style
  - 1.0 Boosterjet BVM5 (545 exemplaires)[10]
- Grand Large[11]